# Porphyrio madagascariensis

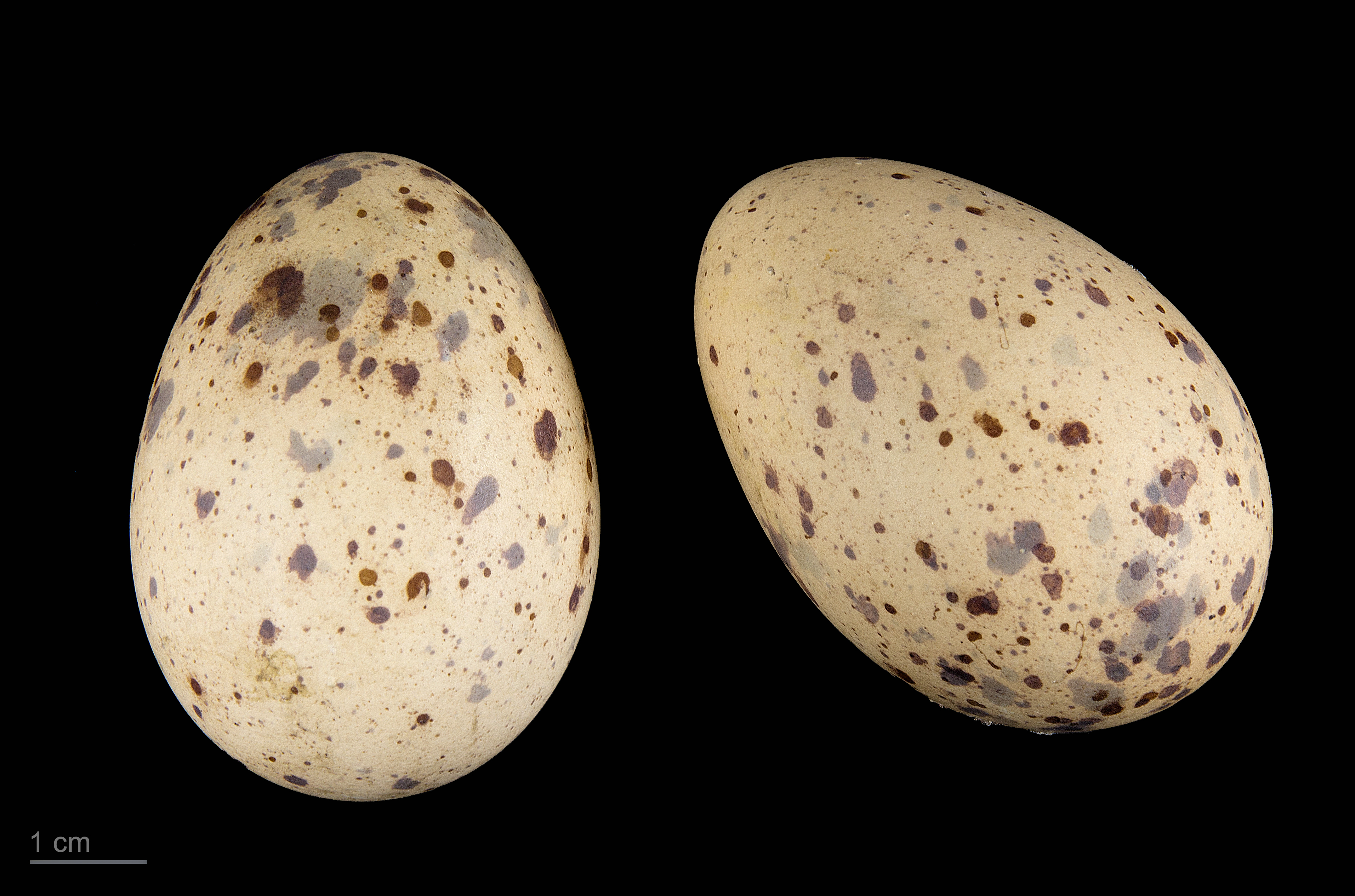
Porphyrio madagascariensis

Xít châu Phi (Danh pháp khoa học: Porphyrio madagascariensis) là một loài gà nước (swamphen) trong họ Rallidae phân bố ở Ai Cập, tiểu vùng Sahara Châu Phi và Madagascar. Nó từng được coi là một phân loài của loài xít tím (Porphyrio porphyrio) vì ngoại hình của nó rất giống với loài này, nhưng chúng có đặc trưng với màu xanh đồng trên cơ thể với màu xanh lá cây nằm trên lưng.

## Đặc điểm
Xít châu Phi là một loài sống chủ yếu ở châu Phi tại vùng Sahara, bao gồm Nam Phi, nơi đôi khi chúng là loài bản địa phổ biến. Nó được tìm thấy ở miền bắc Botswana, một phần của Namibia, Zimbabwe, Nam Phi và bờ biển Mozambique. Tại Nam Phi, nó không có ở Mũi Bắc và bên trong Mũi Đông. Nó từng được ghi nhận như một kẻ lang thang ở Israel với một kỷ lục từ Eilat vào tháng 10 năm 2015 khi chúng di trú.
Xít châu Phi có tập tính khá đặc biệt khi chọn địa điểm để lưu trú thì có ưu tiên cho các địa điểm để tụ tập như ở các đầm nước ngọt hoặc nước lợ, các con sông chảy chậm, đặc biệt là những con sông đầy lau sậy (Phragmites) và đầm lầy, đồng lầy, bãi lầy, vũng lầy, nó cũng xuất hiện ở vùng đất ngập nước hay bị ngập nước theo mùa. Dân số của chúng được cho là đang giảm do xáo trộn địa phương và mất môi trường sống mặc dù nó không bị coi là bị đe dọa.